# Белашов, Пётр Симонович
Пётр Симонович Белашов (1868—?) — русский военный  деятель, полковник  (1916). Герой Первой мировой войны.

## Биография
В 1889 году после окончания Ставропольской гимназии вступил в службу. В 1896 году после окончания Казанского военного училища по II разряду произведён в подпоручики и выпущен в  Куринский 79-й пехотный полк. В 1900 году произведён  в поручики, в 1904 году  в штабс-капитаны, в 1908 году в капитаны. Участник Русско-японской войны, в составе Оровайского 195-го пехотного полка.

С 1914 года участник Первой мировой войны, подполковник, штаб-офицер Анапского 335-го пехотного полка. В 1916 году произведён в полковники. Высочайшим приказом от 21 августа 1915 года за храбрость награждён Георгиевским оружием: 
За то, что в бою 16-го февраля 1915 года за высоту 77,7 уд. Келбаски верно оценил сложившуюся обстановку и по своему почину атаковал позицию противника полуротою с фронта, 3 1/2 ротами обошёл с фланга и тыла и, несмотря на большие потери, принудил противника очистить четыре окопа, чем облегчил выполнение задачи соседнему полку, атаковавшую указанную выше высоту

Высочайшим приказом от 3 апреля 1917 года  за храбрость был награждён орденом Святого Георгия 4-й степени: 
За то, что будучи в чине капитана, в боях 16-го — 18-го марта 1915 года у местечка Краснополь, временно командуя названным полком и находясь под действительным ружейным, пулемётным и артиллерийским огнём неприятеля, обошёл его фланг и атаковал противника с фронта и фланга, обратив его в бегство и захватив 350 пленных и 4 пулемёта
После Октябрьской революции 1917 года в составе белого движения в составе ВСЮР. Участник Бредовского похода в прикомандировании к колонне этапно-транспортного отдела. С 1920 года находился в лагере Стржалково.

## Награды
- Орден Святого Станислава 3-й степени (ВП 1906)
- Орден Святой Анны 3-й степени (ВП 1909)
- Орден Святого Станислава 2-й степени с мечами (Мечи — ВП 04.03.1917)
- Орден Святой Анны 2-й степени с мечами (Мечи — ВП 18.06.1916)
- Георгиевское оружие (ВП 21.08.1915)
- Орден Святого Владимира 4-й степени с мечами и бантом (ВП 01.12.1915)
- Орден Святого Георгия 4-й степени (ВП 03.04.1917)